# Liste der Fahnenträger der Olympischen Winterspiele 1976
Die Liste der Fahnenträger der Olympischen Winterspiele 1976 führt die Fahnenträger bei der Eröffnungsfeier auf.
Beim Einmarsch der Nationen zogen Athleten aller teilnehmenden Länder in das  Bergisel Skisprungstadion ein. Bei der Eröffnungsfeier wurden die einzelnen Teams von einem Fahnenträger aus den Reihen ihrer Sportler oder Offiziellen angeführt, der entweder von ihrem jeweiligen Nationalen Olympischen Komitee (NOK) oder von den Athleten selbst bestimmt wurde.

## Reihenfolge
Der griechischen Mannschaft wurde traditionell der Platz an vorderster Stelle gewährt, ein Sonderstatus, der aus der Ausrichtung der antiken und ersten Spiele der Moderne in Griechenland herrührt. Die österreichische Mannschaft marschierte als Gastgebernation zuletzt ein. Die anderen Länder betraten das Stadion in alphabetischer Reihenfolge in der Sprache der Gastgebernation, in diesem Fall Deutsch. Diese Reihenfolge entspricht sowohl der Tradition als auch den Statuten des Internationalen Olympischen Komitees (IOK).
Der Libanon marschierte nicht ein.

## Liste der Fahnenträger
Nachfolgend führt eine Liste die Fahnenträger der Eröffnungsfeier aller teilnehmenden Nationen auf, sortiert nach der Abfolge ihres Einmarsches. Die Liste ist zudem sortierbar nach ihrem Staatsnamen, nach Mannschaftskürzel, nach Anzahl der Athleten, nach dem Nachnamen des Fahnenträgers und dessen Sportart.

### Nach Nationen
| Abfolge | Nationalmannschaft | Deutscher Name   | Kürzel | Athleten | Eröffnungsfeier           | Eröffnungsfeier                     |
| Abfolge | Nationalmannschaft | Deutscher Name   | Kürzel | Athleten | Fahnenträger              | Sportart                            |
| ------- | ------------------ | ---------------- | ------ | -------- | ------------------------- | ----------------------------------- |
| 1       | Griechenland       | Griechenland     | GRE    | 4        | Spyros Theodorou          | Ski Alpin                           |
| 2       | Andorra            | Andorra          | AND    | 5        |                           |                                     |
| 3       | Argentinien        | Argentinien      | ARG    | 9        | Carlos Alberto Martínez   | Ski Alpin                           |
| 4       | Australien         | Australien       | AUS    | 7        | Colin Coates              | Eisschnelllauf                      |
| 5       | Belgien            | Belgien          | BEL    | 4        | Robert Blanchaer          | Ski Alpin                           |
| 6       | Bulgarien          | Bulgarien        | BUL    | 29       |                           |                                     |
| 7       | Chile              | Chile            | CHI    | 5        |                           |                                     |
| 8       | DDR                | DDR              | GDR    | 59       | Meinhard Nehmer           | Bob                                 |
| 9       | BR Deutschland     | Deutschland      | GER    | 71       | Wolfgang Zimmerer         | Bob                                 |
| 10      | Finnland           | Finnland         | FIN    | 47       | Rauno Miettinen           | Skispringen / Nordische Kombination |
| 11      | Frankreich         | Frankreich       | FRA    | 35       | Danièle Debernard         | Ski Alpin                           |
| 12      | Großbritannien     | Großbritannien   | GBR    | 42       | John Curry                | Eiskunstlauf                        |
| 13      | Iran               | Iran             | IRA    | 4        | Lotfollah Kiashemshaki    | Offizieller                         |
| 14      | Island             | Island           | ISL    | 6        | Árni Óðinsson             | Ski Alpin                           |
| 15      | Italien            | Italien          | ITA    | 58       | Gustav Thöni              | Ski Alpin                           |
| 16      | Japan              | Japan            | JPN    | 58       | Masaki Suzuki             | Eisschnelllauf                      |
| 17      | Jugoslawien        | Jugoslawien      | YUG    | 28       |                           |                                     |
| 18      | Kanada             | Kanada           | CAN    | 59       | Dave Irwin                | Ski Alpin                           |
| 19      | Südkorea           | Korea            | KOR    | 3        |                           |                                     |
| 20      | Liechtenstein      | Liechtenstein    | LIE    | 9        | Ursula Konzett            | Ski Alpin                           |
| 21      | Neuseeland         | Neuseeland       | NZL    | 5        | Stuart Blakely            | Ski Alpin                           |
| 22      | Niederlande        | Niederlande      | HOL    | 7        | Dianne de Leeuw           | Eiskunstlauf                        |
| 23      | Norwegen           | Norwegen         | NOR    | 42       | Pål Tyldum                | Skilanglauf                         |
| 24      | Polen              | Polen            | POL    | 56       | Wojciech Truchan          | Biathlon                            |
| 25      | Republik China     | Republik China   | ROC    | 6        |                           |                                     |
| 26      | Rumänien           | Rumänien         | ROM    | 32       | Gheorghe Gârniță          | Biathlon                            |
| 27      | San Marino         | San Marino       | SMR    | 2        | Marino Guardigli          | Offizieller                         |
| 28      | Schweden           | Schweden         | SWE    | 39       | Carl-Erik Eriksson        | Bob                                 |
| 29      | Schweiz            | Schweiz          | SUI    | 59       | Werner Camichel           | Bob                                 |
| 30      | Spanien            | Spanien          | ESP    | 4        | Francisco Fernández Ochoa | Ski Alpin                           |
| 31      | Tschechoslowakei   | Tschechoslowakei | TCH    | 58       | Oldřich Machač            | Eishockey                           |
| 32      | Türkei             | Türkei           | TUR    | 9        | Şeref Çınar               | Skilanglauf                         |
| 33      | Sowjetunion        | UdSSR            | URS    |          | Wladislaw Tretjak         | Eishockey                           |
| 34      | Ungarn             | Ungarn           | HUN    | 3        | László Vajda              | Eiskunstlauf                        |
| 35      | Vereinigte Staaten | USA              | USA    | 106      | Cindy Nelson              | Ski Alpin                           |
| 36      | Österreich         | Österreich       | AUT    | 77       | Franz Klammer             | Ski Alpin                           |

### Nach Sportarten
| Sportart              | Nationen | Anzahl |
| --------------------- | --- | ------ |
| Biathlon              | Polen – Rumänien | 2      |
| Bob                   | BR Deutschland – DDR – Schweden – Schweiz | 4      |
| Eishockey             | Sowjetunion – Tschechoslowakei | 2      |
| Eiskunstlauf          | Großbritannien – Niederlande – Ungarn | 3      |
| Eisschnelllauf        | Australien – Japan | 2      |
| Nordische Kombination | Finnland | 1      |
| Rennrodeln            | – | 0      |
| Ski Alpin             | Argentinien – Belgien – Frankreich – Griechenland – Island – Italien – Kanada – Liechtenstein – Neuseeland – Österreich – Spanien – Vereinigte Staaten | 12     |
| Skilanglauf           | Norwegen – Türkei | 2      |
| Skispringen           | Finnland | 1      |
| Offizieller           | San Marino – Iran | 2      |
| unbekannt             | Andorra – Bulgarien – Chile – Jugoslawien – Republik China – Südkorea                                                                                  | 7      |